# Чернуха (Краснооктябрський район)
Чернуха (рос. Чернуха) — село в Краснооктябрському районі Нижньогородської області Російської Федерації.
Населення становить 130 осіб. Входить до складу муніципального утворення Краснооктябрський округ.

## Історія
До травня 2022 року входило до складу муніципального утворення Кечасовська сільрада.

## Населення
| 2002 | 2010 |
| ---- | ---- |
| 170  | ↘130 |